# Кордемка
Кордемка — река в России, протекает по Советскому и Оршанскому районам Республики Марий Эл. Устье реки находится в 158 км от устья реки Малой Кокшаги по левому берегу. Длина реки составляет 22 км, площадь водосборного бассейна — 172 км². В 10 км от устья принимает справа реку Кадам.
Исток реки находится на западных склонах Вятского Увала в деревне Лаксола в 14 км к северу от посёлка Советский. Река течёт на запад, протекает деревни Корде-Мучаш, Кордемтюр, Кордемка. Притоки — Кужмарь, Куберка (левые); Кадам (правый). Впадает в Малую Кокшагу ниже села Чирки. Высота устья — 95,5 м над уровнем моря.

## Данные водного реестра
По данным государственного водного реестра России относится к Верхневолжскому бассейновому округу, водохозяйственный участок реки — Волга от Чебоксарского гидроузла до города Казань, без рек Свияга и Цивиль, речной подбассейн реки — Волга от впадения Оки до Куйбышевского водохранилища (без бассейна Суры). Речной бассейн реки — (Верхняя) Волга до Куйбышевского водохранилища (без бассейна Оки).
Код объекта в государственном водном реестре — 08010400712112100001050.